# Sørvågen (Moskenes)
Pour les articles homonymes, voir Sørvågen.
Sørvågen est une localité du comté de Nordland, en Norvège.

## Géographie
Administrativement, Sørvågen fait partie de la kommune de Moskenes.